# RTX Corporation
Ne doit pas être confondu avec RTX.
RTX Corporation - anciennement Raytheon Technologies Corporation - est une entreprise américaine qui développe et fabrique des produits dans le domaine de l'aérospatial et de la défense.
RTX se classait en 2023 au second rang mondial pour la production d'armement.

## Historique
RTX est le résultat de l'union de deux sociétés, United Technologies Corporation (UTC) dont le siège est alors à Hartford (Connecticut) et Raytheon dont le siège était à Waltham (Massachusetts) , qui a été finalisée le 3 avril 2020 sous le nom de Raytheon Technologies Corporation avec la nomination de l'ancien président directeur général de United Technologies Gregory J. Hayes au poste de PDG de la nouvelle société et celle de Thomas A.Kennedy ancien PDG de Raytheon en tant que président du conseil d'administration. UTC a décidé de se séparer et de faire rentrer en bourse avant la fusion deux sociétés : Otis Elevator Company et Carrier. Le siège social est installé à Arlington en Virginie dans un immeuble déjà utilisé par Raytheon.
Elle se réorganise mars 2023 et prend le nom de RTX Corporation le 17 juillet 2023.

## Activités
La nouvelle entreprise est l'une des plus importantes au monde quant au chiffre d'affaires dans le secteur de l'aérospatiale et de la défense. En 2020, le groupe se classe au 2e rang mondial parmi les industries de défense et de sécurité, ses revenus dans ce domaine s'élèvent à 42 milliards de dollars, ce qui représente 65% de l'ensemble de son chiffre d'affaires.